# Оулафсвік
Оулафсвік (ісл. Ólafsvík) — населений пункт, риболовецький порт в Ісландії.

## Географія
Оулафсвік розташований на крайньому заході Ісландії, на узбережжі Атлантичного океану, у регіоні Вестурланд. Місто лежить на півострові Снайфедльснес, на березі серпоподібної бухти, вельми зручної для риболовлі. Над містом підноситься вулкан Оулафсвікуренні (висотою в 415 м), на південний захід від Оулафсвіка лежить вулкан Снайфедльсйокутль (1446 м).

## Історія
Містечко Оулафсвік першим в Ісландії, ще в XVII столітті, здобуло право торгівлі, що зробило його важливим торговим центром країни, яким він і залишався аж до кінця XIX століття. У XVIII і XIX століттях між портом Оулафсвіка та Західною Європою підтримувалося регулярне морське сполучення. У 60-ті роки ХХ століття акваторія порту була значно поглиблена.
У 1887 році в Оулафсвіку відкривається перша в Ісландії державна школа. У сучасній церкві міста, освяченій у 1967 році й виконаній у формі риби, зберігається вівтар роботи 1710 року, вікна церкви виконані художницею Гердур Хельгадоттір.
У найстарішому збереженому будинку міста, 1844 року, відкрито міський музей.

## Спорт
У місті є свій футбольний клуб — «Вікінгур».

## Відомі уродженці і жителі
- Ерро (справжнє ім'я Гундур Гудмундссон) — сучасний ісландський художник.

## Галерея

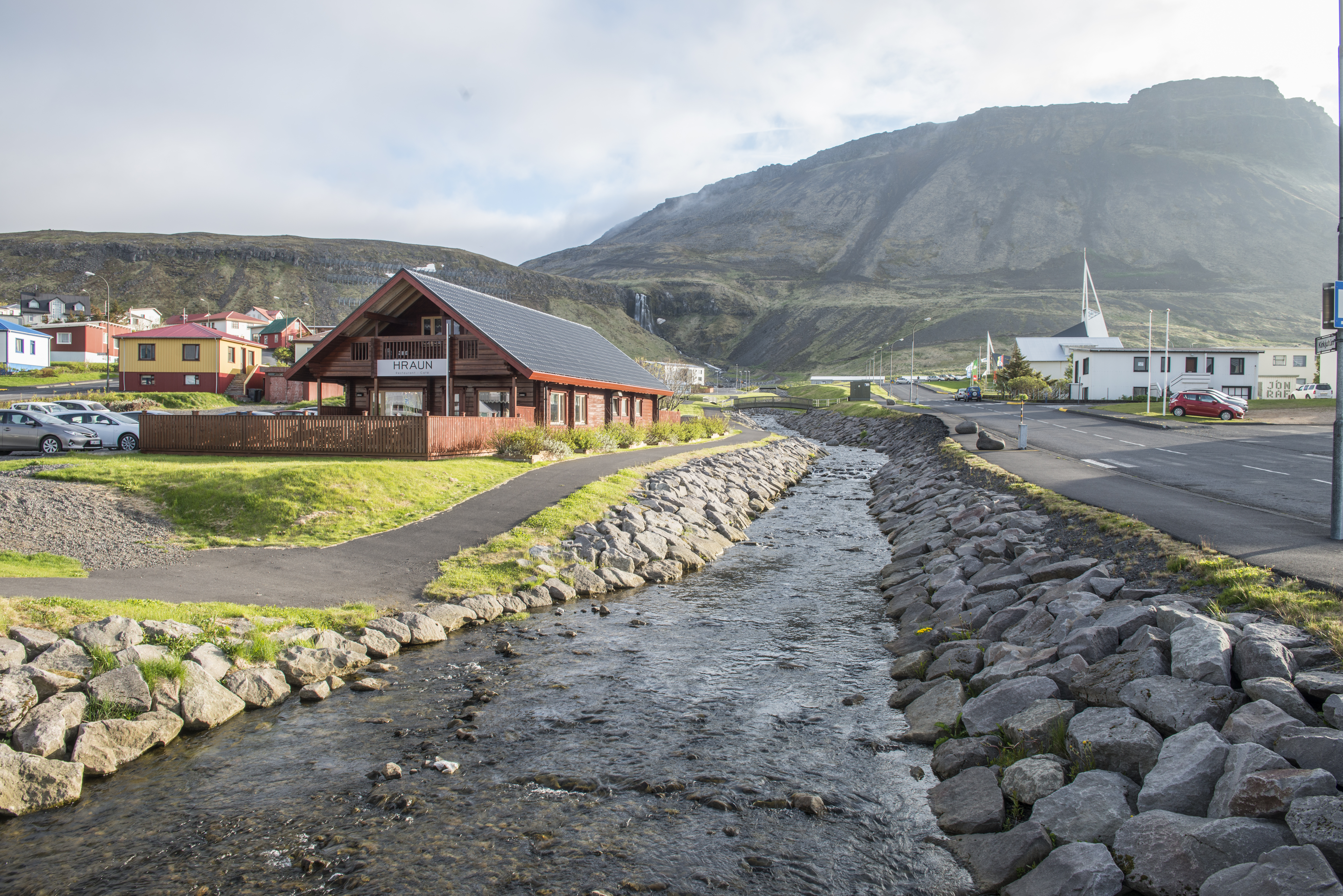
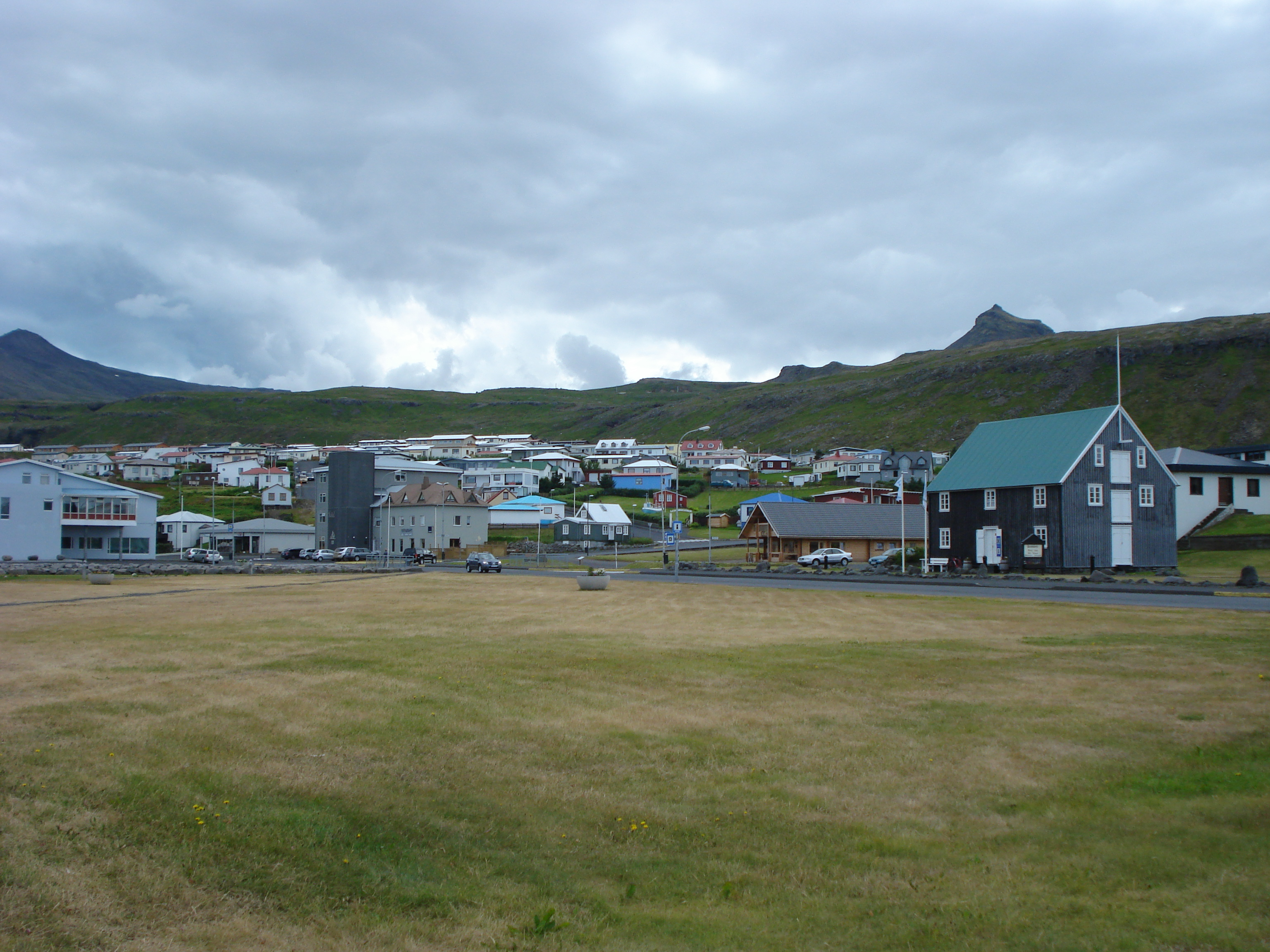
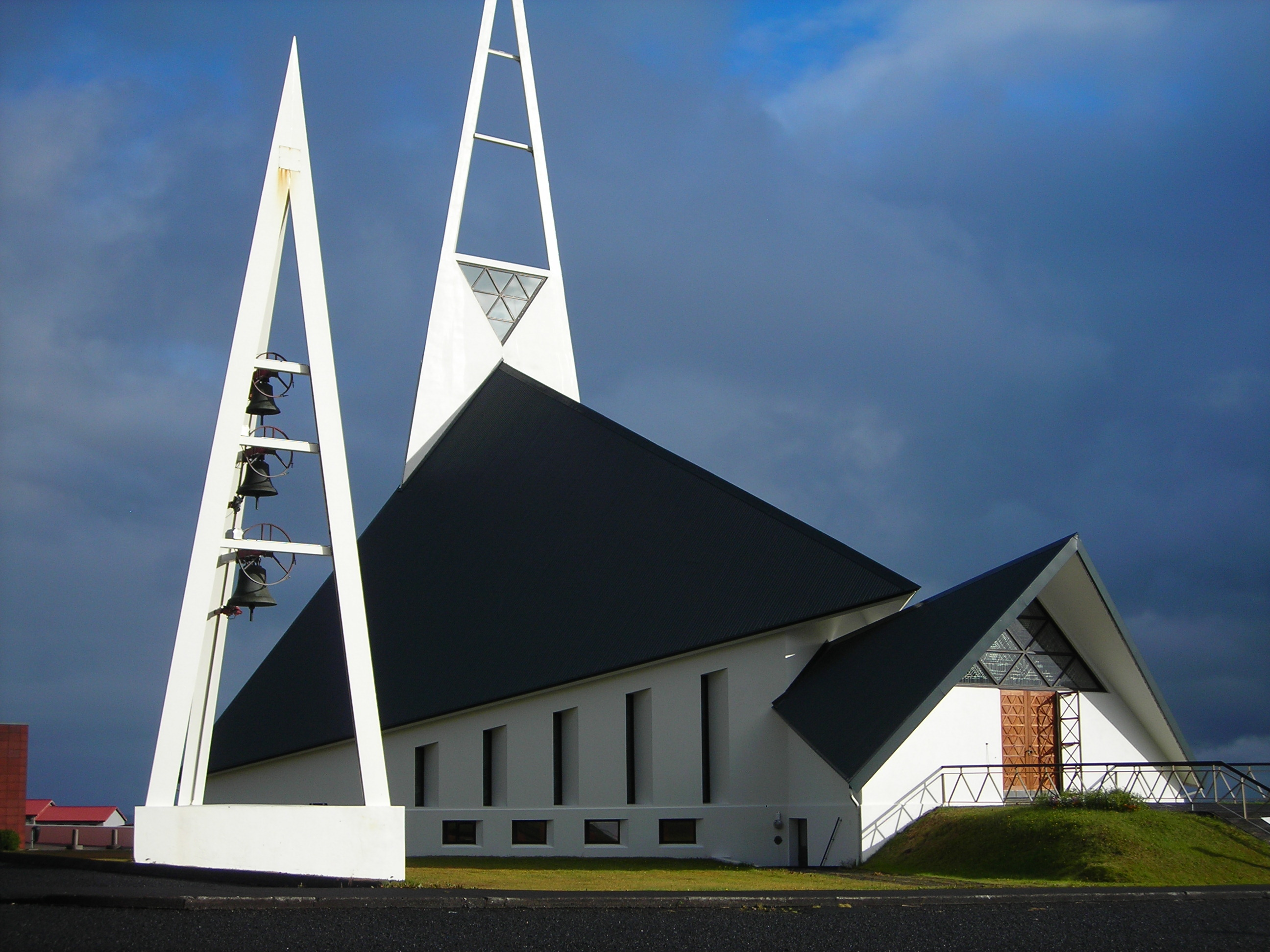
церква
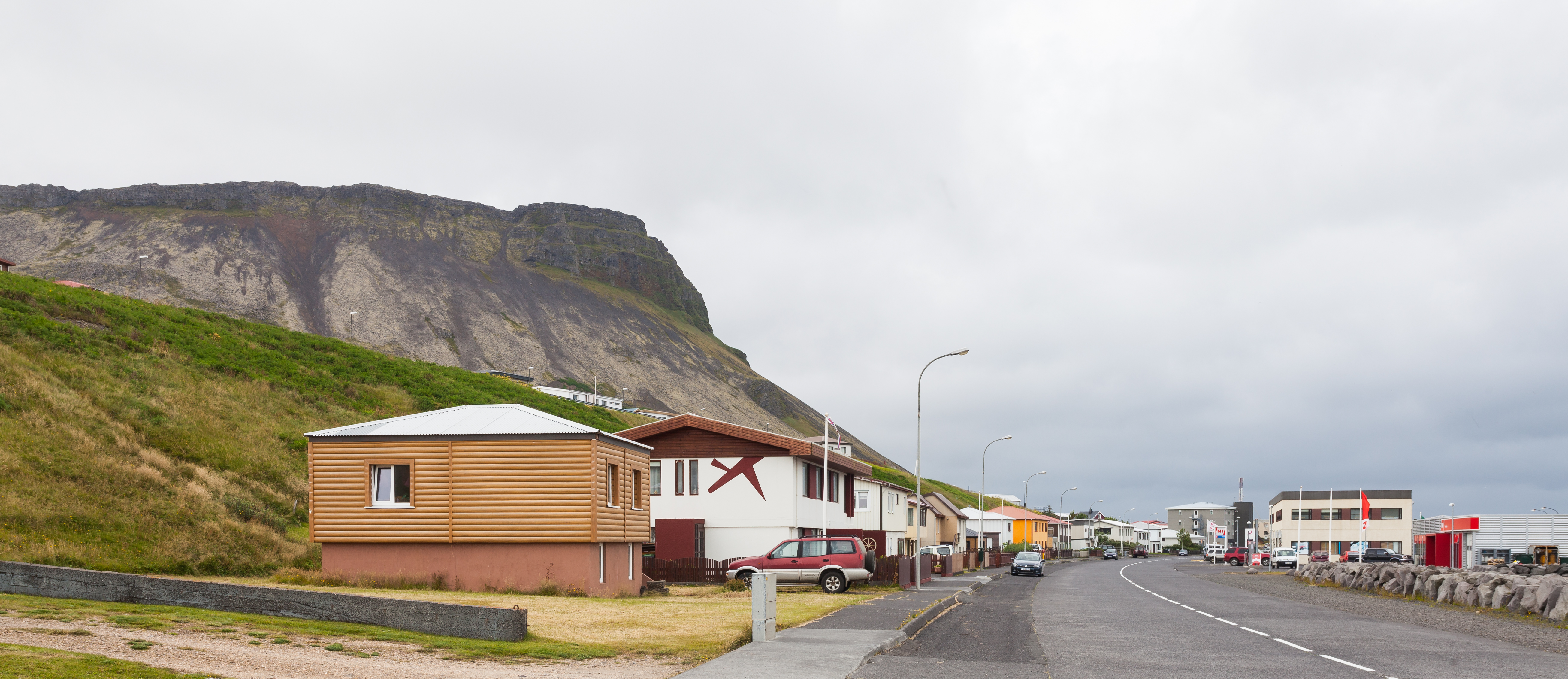
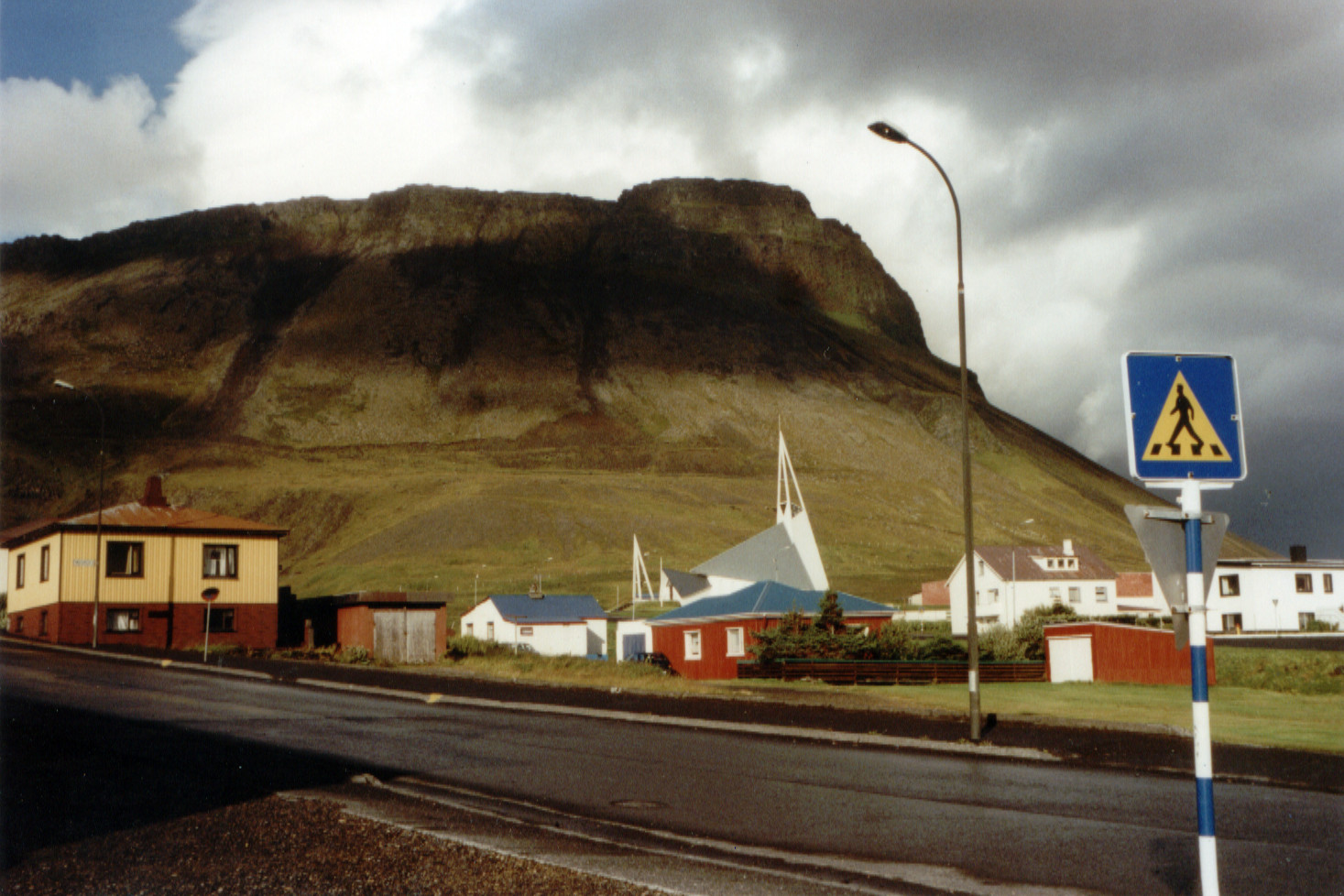
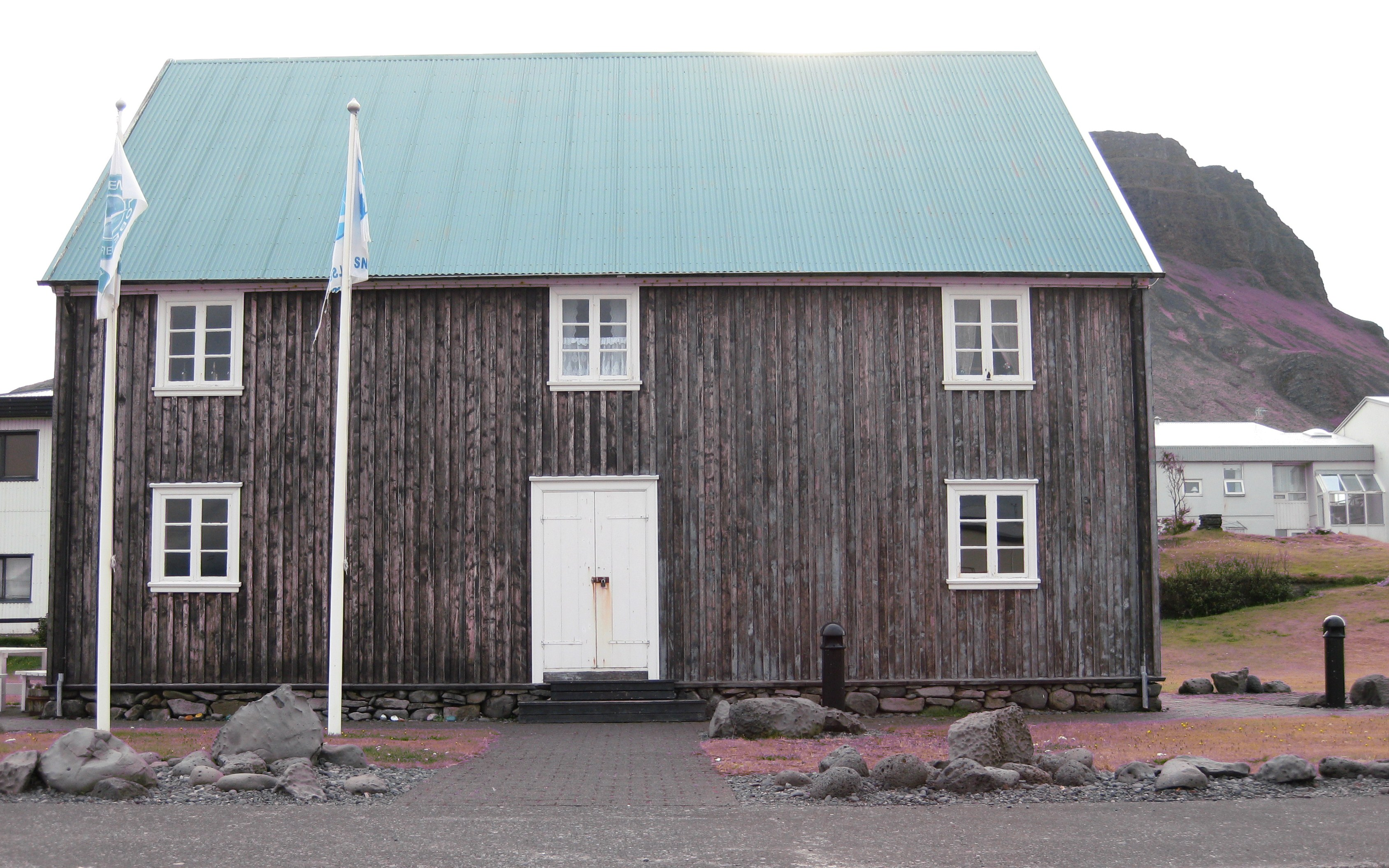
міський музей